# László Bükkösdi
László Bükkösdi (Šaš, 30. ožujka 1939.) je mađarski televizijski i kazališni djelatnik i novinar. Piše kazališne kritike. 
Sudjelovao je u više od 300 televizijskih emisija.
Utemeljio je pečuški okružni studio Mađarske državene televizije-a, čijim je bio ravnateljem. Vodio je književni program, lutkarsko kazalište, pantomimu, prozno i glazbeno kazalište.
Njegova lutkarska djela su izvedena i na japanskom i njemačkom jeziku.
Jedan je od mađarskih intelektualaca uz čiju je pomoć počelo raditi Hrvatsko kazalište u Pečuhu.